# Bāb

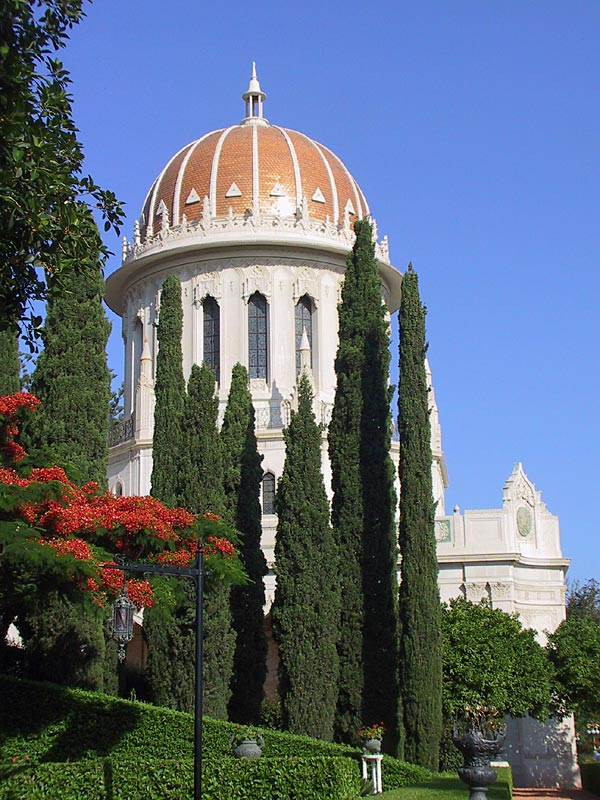
Der Schrein des Bāb auf dem Berg Karmel in Haifa, Israel

Der Bāb (arabisch الباب, * 20. Oktober 1819 in Schiras, Iran; † 9. Juli 1850 in Täbris, Iran) ist der religiöse Ehrentitel von Seyyed ʿAli Muhammad Schirazi (persisch سيد علی محمد شیرازی), dem Stifter des Babismus (auch Bābi-Religion) und für die Bahai Vorläufer Bahāʾullāhs. Der Bāb verkündete Mitte des 19. Jahrhunderts, Überbringer einer göttlichen Botschaft zu sein. Seine Mission sei es, den Weg für das Kommen eines zweiten Gesandten Gottes zu bereiten, der eine neue Ära des weltweiten Friedens und der Gerechtigkeit einleiten werde. Bahāʾullāh beanspruchte später, ebendieser Verheißene zu sein.

## Leben und Wirken

### Jugend und Familie

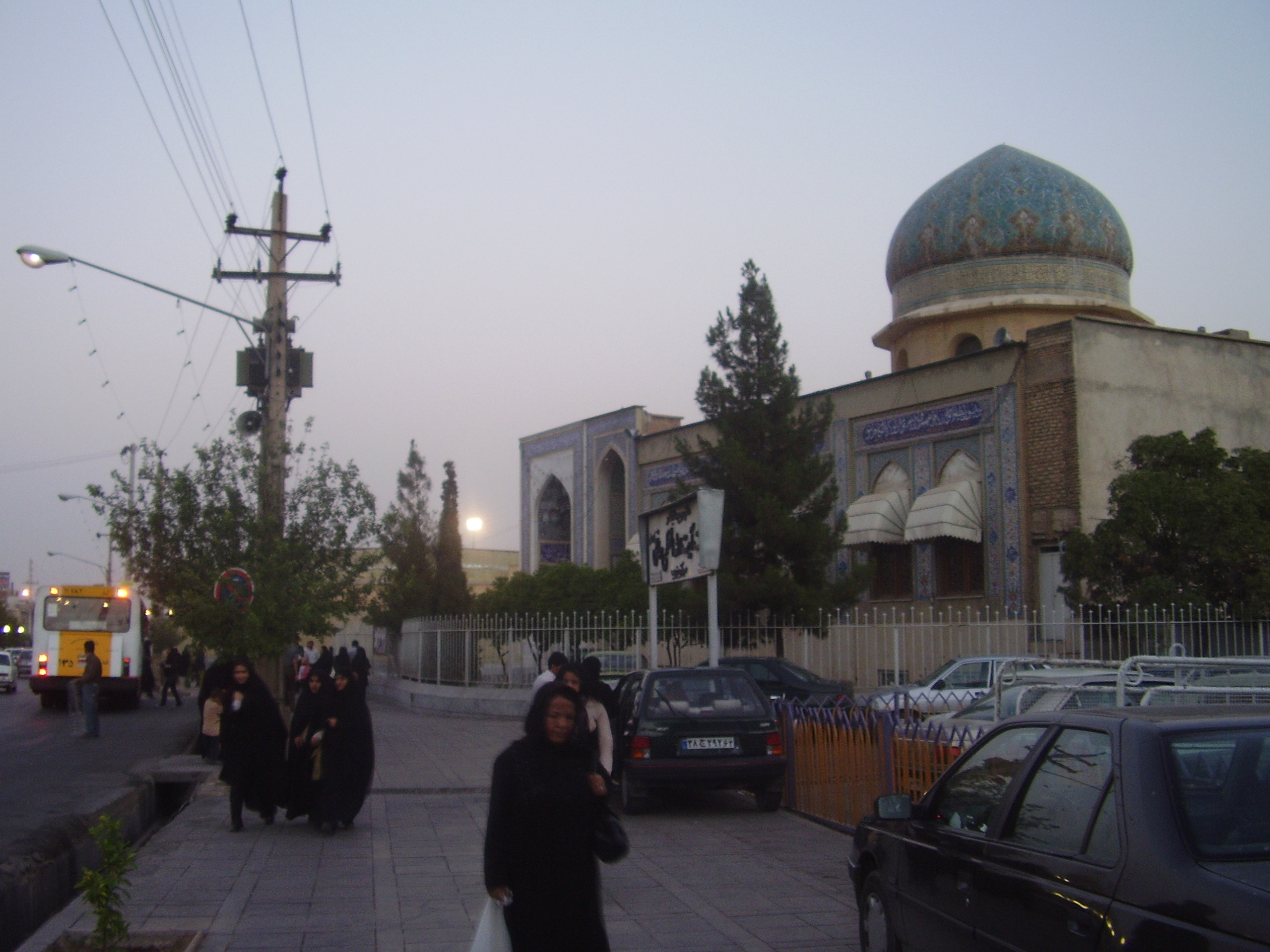
Das Haus des Bāb in Schiras wurde zerstört und durch eine Moschee ersetzt

Seyyed ʿAli Muhammad Schirazi, bekannt als der Bāb, wurde am 20. Oktober 1819 in Schiras im Iran als Sohn einer Kaufmannsfamilie geboren, deren Abstammung auf den Propheten Muhammad und Imam Husayn zurückgeht. Sein Vater, Seyyed Muhammad-Reza, starb früh und er wurde von seiner Mutter, Fatemeh Bagum, und deren Bruder aufgezogen. Der Bāb war als sanftmütiges Kind bekannt, das Zeichen geistiger und intellektueller Exzellenz gezeigt habe. Daher wurde er frühzeitig aus der üblichen Grundschule genommen. Der Bāb sei sich seiner Stellung als Bote Gottes schon in jungen Jahren bewusst gewesen, was sich in seinen Schriften widerspiegele. In seiner Jugend arbeitete der Bāb als Kaufmann in der Hafenstadt Buschehr und besuchte später für kurze Zeit die Vorträge von Sayyid Kāzim Raschti im Irak. 1842 kehrte er nach Schiras zurück und heiratete Khadijeh-Sultān Bagum. Das einzige Kind des Paares, ein Sohn namens Ahmad, starb kurz nach der Geburt.

### Verkündigung und erste Anhänger

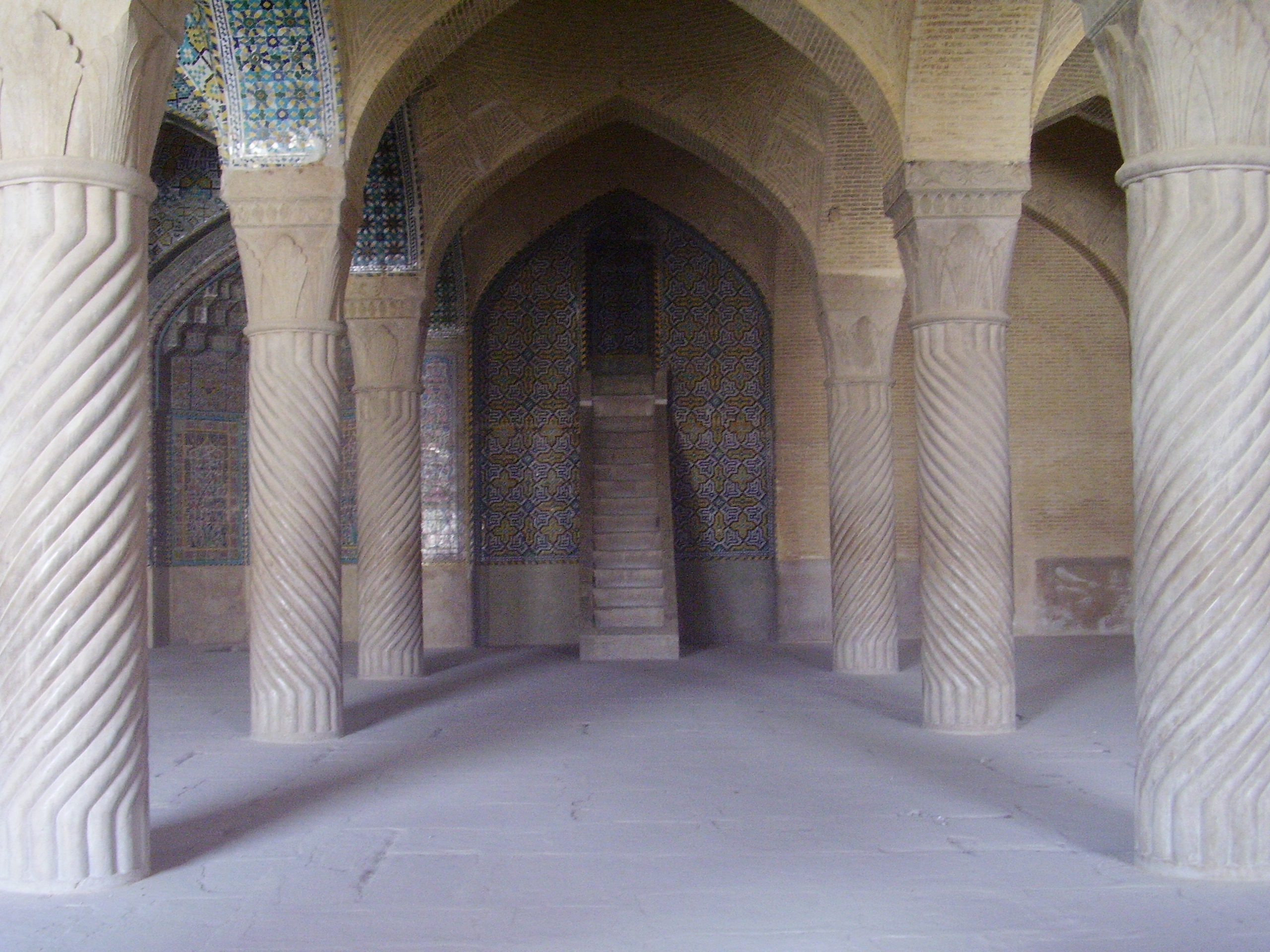
In Schiras begann am 23. Mai 1844 die Offenbarung des Bāb

Das 19. Jahrhundert war in vielen Teilen der Welt eine Zeit der Erwartung einer messianischen Gestalt. Insbesondere die schiitischen muslimischen Gemeinschaften in Persien und im Irak erwarteten die Rückkehr des Zwölften Imams, auch bekannt als Qa'im, der als der verheißene messianische Befreier gilt. Dies liege daran, dass im Jahr 1844 tausend Mondjahre seit dem angeblichen Verschwinden des Zwölften Imams verstrichen waren.
Am 22. Mai 1844 begegnete der Bāb an den Toren von Schiras dem jungen Studenten Mullah Husayn-e-Buschrui. Mullah Husayn war ein Schüler des kürzlich verstorbenen Sayyid Kāzim Raschti. Er hatte sich auf eine Reise durch Persien begeben, inspiriert von den Aussagen seines Lehrers, dass die Ankunft des Verheißenen unmittelbar bevorstehe und seine Schüler nach dieser Persönlichkeit suchen sollten. Der Bāb lud Mullah Husayn zu sich ein, beantwortete seine Fragen und begann mit der Komposition eines Werkes mit dem späteren Titel Qayyúmu’l-Asmá’, einem Kommentar zur koranischen Súrih von Joseph. Mullah Husayn berichtete später, erstaunt gewesen zu sein über den Reichtum, die Tiefe und die Eloquenz der Ausführungen des Bāb. Er habe festgestellt, dass alle Eigenschaften, die er bei dem Verheißenen gesucht habe, bei ihm vorhanden wären. Der Bāb habe Mullah Husayn gegenüber erklärt, dass er der Überbringer einer neuen Botschaft von Gott sei und sich selbst als „das Tor“ oder „das Tor Gottes“ bezeichnet.

„O du, der du der erste bist, der an mich glaubt! Wahrlich, ich sage, ich bin der Bab, das Tor Gottes, und du bist der Bábul-Bab, das Tor dieses Tores. Achtzehn Seelen müssen zu Beginn von selbst und aus eigenem Antrieb Mich annehmen und die Wahrheit Meiner Offenbarung anerkennen.“

Nach dieser Begegnung erkannten 17 weitere Personen seinen Anspruch spontan an und begannen, seine Lehren zu verbreiten. Gemeinsam mit Mullah Husayn wurden sie als die „Buchstaben des Lebendigen“ bekannt. Unter ihnen waren auch die Dichterin und Gelehrte Tahere, eine Vorkämpferin für die Gleichstellung von Frauen und Männern, und ein junger Mann namens Quddus (Mullah Muhammad ‘Ali Bārfuruschi), der aufgrund der ihm zugesprochenen Hingabe und Tapferkeit eine hervorragende Rolle unter den Anhängern des Bāb einnehmen sollte.

### Mission und Ziel
Die Bāb sah es als seine Mission, für die Menschheit einen Übergang zwischen dem vergangenen Zeitalter der Prophezeiung und dem Beginn einer neuen Ära der Erfüllung zu vollziehen. Sein Ziel war es, das Bewusstsein für diese neue Epoche in der Menschheitsgeschichte zu wecken, die von Frieden und Gerechtigkeit geprägt sein werde. Dieser Wandel sollte durch eine Persönlichkeit herbeigeführt werden, die er als „Derjenige, den Gott offenbaren wird“ bezeichnete. Der Bāb legte dar, dass es seine Aufgabe sei, die Ankunft dieses verheißenen göttlichen Erziehers anzukündigen und einzuleiten. Er trug seinen Anhängern auf, diese Botschaft im Land zu verbreiten und die Menschen aufzurufen, sich ebenfalls auf das erwartete Ereignis vorzubereiten.
Der Bāb widmete sich darüber hinaus unter anderem der Stärkung der gesellschaftlichen Stellung von Frauen und der geistigen Ermächtigung benachteiligter Bevölkerungsgruppen. Dass die Lehre des Bāb einen Bruch mit den religiösen und sozialen Traditionen des Islam darstellte, wurde bei einer Versammlung einiger seiner Anhänger im Juni 1848 im Dorf Badascht offenkundig. Tahere demonstrierte die Unabhängigkeit der neuen Religion, indem sie während dieser Konferenz ohne Verschleierung erschien.

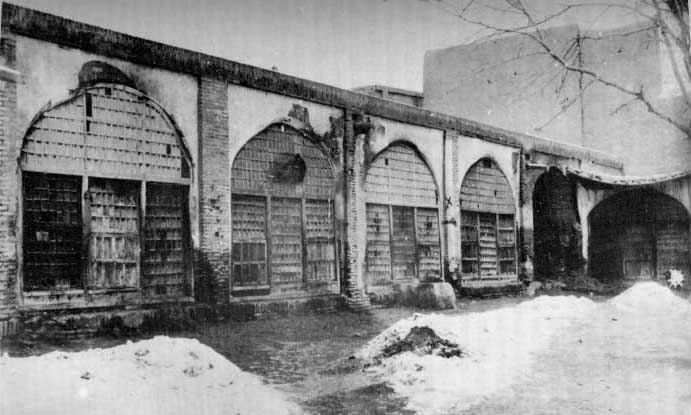
Am 9. Juli 1850 wurde der Bāb hier in Täbris öffentlich hingerichtet

### Verbreitung und Verfolgung
Die Botschaft des Bāb stieß bei Menschen mit unterschiedlichem Hintergrund auf Interesse und Enthusiasmus. Innerhalb weniger Jahre schlossen sich bis zu 100.000 Personen der Bābi-Bewegung an. Auch einige muslimische Religionsführer akzeptierten die Botschaft des Bāb, während andere ihn als Bedrohung für ihren eigenen Status ansahen. Letzteres führte zu einer starken Opposition bis hin zur intensiven Verfolgung und schließlich zur Ermordung und Exekutierung vieler seiner Anhänger. Der Bāb selbst wurde inhaftiert und mehrmals innerhalb des Landes verbannt. Sein anhaltender Einfluss veranlasste einige religiöse Führer, seine Hinrichtung zu fordern.

### Hinrichtung und Schrein

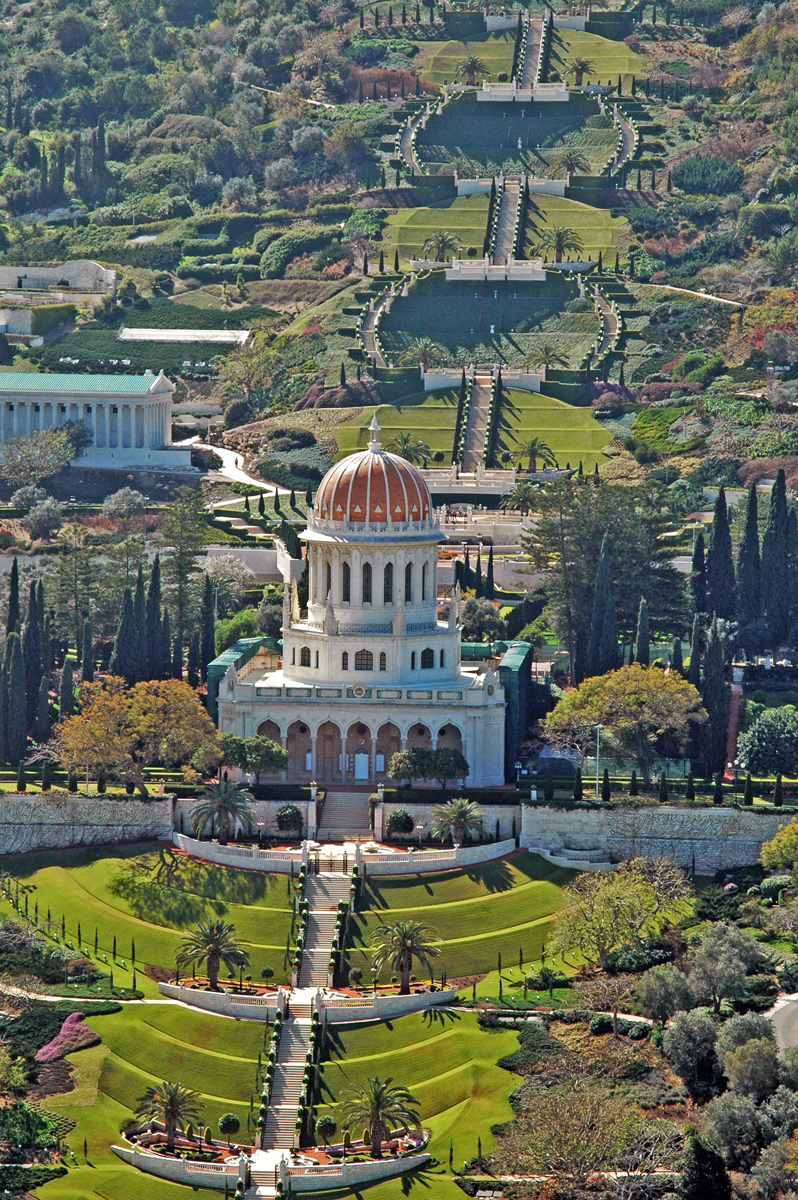
Schrein des Bāb samt Terrassenanlagen

Am 9. Juli 1850 kam es zu der von Mirza Taqi Khan angeordneten Hinrichtung des Bāb gemeinsam mit einem Anhänger namens Anis. Beide wurden erschossen. Die sterblichen Überreste des Bāb und von Anis wurden 1909 auf dem Berg Karmel in Israel an jenem Ort beigesetzt, den Bahāʾullāh dafür ausgewählt hatte. Dort wurde später auch sein Schrein errichtet, der den Bahai als heilig gilt. Das vom Kanadier William Sutherland Maxwell entworfene Gebäude, dessen Architektur und Baustil östliche und westliche Elemente verbindet, ist heute ein Wahrzeichen der Stadt Haifa. ʿAbdul-Bahāʾ kaufte das Land und sorgte für den Bau des Mausoleums. Später fügte Shoghi Effendi dem Gebäude drei Räume und einen Überbau hinzu. Das Universale Haus der Gerechtigkeit ließ später Terrassenanlagen hinzufügen.

### Bedeutung für die Bahai
Ein Großteil der Bābi erkannte mit der Zeit den Anspruch Bahāʾullāhs an, der vom Bāb Verheißene zu sein und die Gemeinde ging so gut wie geschlossen in die Bahai-Religion über. Die Bahai verehren heute den Bāb als einen der beiden Begründer ihrer Religion und als Boten Gottes mit einer eigenen heiligen Schrift, die sie studieren und rezitieren, und als Vorläufer Bahāʾullāhs. Der Geburtstag, die Erklärung und der Märtyrertod des Bāb sind Feiertage im Kalender der Bahai. Der Besuch seines Schreins ist ein wichtiger Teil der Bahai-Pilgerreise.

## Schriften und Lehren

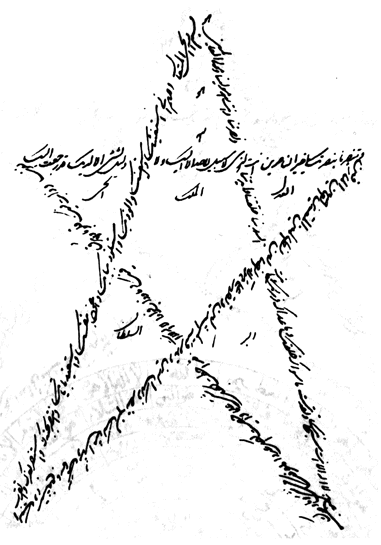
Schreiben in der Handschrift des Bāb in der Form eines fünfzackigen Sterns

Das Wirken des Bāb dauerte sechs Jahre. Die heute noch vorhandenen Schriften des Bāb haben einen Umfang von beinahe hundert Büchern. Die Schnelligkeit und Natürlichkeit, mit der er seine Schriften verfasst habe, wird von seinen Anhängern als Zeichen für den göttlichen Ursprung seiner Werke angesehen. Im Gegensatz zum Koran, der über einen Zeitraum von 23 Jahren offenbart wurde, hat der Bāb seinen eigenen Angaben zufolge denselben Umfang in zwei Tagen und zwei Nächten offenbart.
Die Authentizität der Schriften des Bāb wird aufgrund ihrer zeitlichen Nähe, ihrer Aufbewahrung durch seine Anhänger und ihrer schriftlichen Form als außerordentlich hoch angesehen. Einige seiner Werke schrieb er mit eigener Hand, während andere diktiert und von seinen autorisierten Schreibern notiert wurden. Ein bis heute häufig rezitiertes Gebet des Bāb lautet:

„Gibt es einen Befreier von Schwierigkeiten außer Gott? Sprich: Gelobt sei Gott! Er ist Gott! Alle sind Seine Diener und alle stehen unter Seinem Befehl.“

Der Inhalt der Schriften des Bāb ist komplex und verbindet Ausführungen über Koranverse, islamische Tradition sowie mystische, philosophische und numerologische Ideen. Er habe oft einen innovativen Schreibstil verwendet, sowohl in Arabisch als auch in Persisch, und grammatikalische Regeln zugunsten einer schöneren und inspirierenden Form ignoriert. Die meisten seiner Werke sind in Arabisch verfasst. Seine wichtigsten Werke, wie der persische Bayan, sind allerdings in persischer Sprache.

### Typologien
Der Bāb selbst gibt zwei verschiedene Typologien oder Kategorisierungen für seine Schriften an. Die erste (chronologische) Typologie unterteilt die Schriften in zwei Phasen: frühere und spätere Schriften. In der frühen Phase war er in der Darlegung seiner eigenen Stellung mehrdeutig. Dies lag daran, dass der Anspruch des Bāb, er sei eine Manifestation Gottes und der Zwölfte Imam, eine Herausforderung für die religiösen Annahmen darstellte, die unter den iranischen Schiiten vorherrschten, und demnach schrittweise erläutert wurde. In der zweiten Phase legte der Bāb seinen Anspruch deutlicher dar.
Die zweite Typologie unterteilt die Schriften des Bāb in fünf Arten oder Modi der Offenbarung: göttliche Verse, Gebete oder Bittgebete, Interpretationen und Predigten, rationale und philosophische Erklärungen und persische Werke. Der letzte Modus fungiert als integrative Form für die anderen vier. Die ersten beiden Modi (göttliche Verse und Gebete) sind Beschreibungen der Wahrheit der Manifestation Gottes, während die letzten beiden Modi (Interpretationen und rationale Erklärungen) Ableitungen und Ausarbeitungen der ersten beiden sind.

### Themen

#### Reinterpretation theologischer Themen
In den Schriften des Bāb werden wichtige theologischen Konzepte älterer Religionen, insbesondere des schiitischen Islam, neu interpretiert. Dazu gehören die Vorstellung von Gott, seinen Propheten und der Religion, dem Tag der Auferstehung, und die Frage der menschlichen Freiheit und der Gerechtigkeit oder des Willens Gottes.
Die Schriften des Bāb betonen die absolute Transzendenz Gottes und lehnen jede vermenschlichte Vorstellung von Gott ab. Der Bāb lehrte, dass Gott nicht angemessen definiert, gepriesen oder erkannt werden könne, es sei denn durch die Tatsache, dass er eben jenseits jeglicher Erkenntnis sei. Alle Propheten Gottes seien ein und dieselben und wie reine Spiegel, die die Sonne, die Gott sei, reflektierten. Die Religion sei das Ergebnis der Interaktion Gottes mit dem jeweiligen Entwicklungsstand der Menschheit. Jede neue Religion hebe die frühere Religion auf und erhebe sie gleichzeitig auf eine neue Entwicklungsstufe.
In den Lehren des Bāb wurden die vorherrschenden Vorstellungen über den Tag der Auferstehung, den Himmel und die Hölle neu interpretiert. Dem Bāb zufolge ist für alle Dinge der Himmel der Zustand, in dem sie ihr eigenes Potenzial verwirklichen, und die Hölle ist der Zustand, in dem sie dies nicht können. Für den Menschen sei das Paradies demnach der Zustand der Verwirklichung seiner geistigen Möglichkeiten. Der Tag der Auferstehung wird vom Bāb nicht als das Ende der Geschichte, sondern vielmehr als Tag der Offenbarung einer neuen Manifestation Gottes beschrieben.
Die Schriften des Bāb bekräftigen die relative Freiheit des Menschen im Bezug zur Gerechtigkeit oder zum Willen Gottes. Dem Bāb zufolge habe der Mensch einen freien Willen und sei für sein eigenes Handeln verantwortlich. Gleichzeitig sei das Handeln des Menschen jedoch auch durch den Willen Gottes, der alles umfasse, determiniert.

#### Eine neue Hermeneutik
Die Schriften des Bāb vermitteln einen neuen Ansatz zum Verständnis des Wortes Gottes, indem sie ebendieses als eine schöpferische und lebendige Kraft mit unendlich vielen Bedeutungen betrachten; gleichzeitig aber auch mit der Annahme einer höchsten Bedeutung, die durch die Perspektive der Einheit zugänglich sei. Der Bāb argumentierte, dass das Hinwegsehen über die Unterschiede zwischen Buchstaben, Wörtern, Sätzen, Absätzen und Kapiteln des Textes dem Leser ermögliche, den Text als Einheit zu sehen und die vollkommen reine Offenbarung Gottes zu enthüllen, die die Wahrheit des Textes sei. Diese gemeinsame Wahrheit aller Schriften sei auch die Wahrheit aller Wesen und aller Propheten. Hermeneutik werde zur Kunst, die Wahrheit von allem zu entdecken und zu enthüllen, wobei deren höchste Stufe eben das Verständnis der Einheit aller Dinge sei.

#### Die edle Natur des Menschen
In den Schriften des Bāb wird der Mensch als geistiges Wesen mit zwei Charakteristiken angesehen: Essenz und Existenz oder Dienstbarkeit und Göttlichkeit. Der Bāb betonte, dass die wahre Realität aller Menschen in der Widerspiegelung der göttlichen Eigenschaften liege und dass diese spirituelle Wirklichkeit die edle Natur, die Würde und die Einheit aller Menschen ausmache. Er lehrte, dass Menschen demnach beispielsweise die Bauern mit demselben Respekt behandeln sollten wie die Könige, da beide in Wahrheit ein Abbild der göttlichen Namen seien. Der Bāb führte aus, dass Menschen die Fähigkeit innewohne, selbstständig zu denken. Entsprechend schaffte der Bāb die Institution des Klerus ab.
Die Schriften des Bāb betonen demnach die Bedeutung der unabhängigen Erforschung der Wahrheit und lehnen die Überbetonung von Wundern als gültigen Beweis für die Wahrheit ab. Stattdessen betrachtete der Bāb die Offenbarung des göttlichen Wortes als das höchste Wunder Gottes. Die Lehren des Bāb fördern dadurch den Rationalismus und zielen darauf ab, die Religion vom Aberglauben und einer magischen Ausrichtung zu befreien.

#### Ethik
Der Bāb lehrte eine universelle ethische Maxime, wonach menschliche Handlungen um Gottes und Seiner Geschöpfe willen und nicht aus selbstsüchtigen Wünschen heraus erfolgen sollten. Er vermittelte, dass die Gnade Gottes keinen Unterschied zwischen Gläubigen und Nicht-Gläubigen mache und dass alle einander gleich behandeln sollten. Seine Lehren beschreiben zudem, dass jeder für die Bedürfnisse und das Wohlergehen der anderen und der Gesellschaft verantwortlich sei. Er betonte, wie wichtig es sei, auf die Bedürfnisse anderer einzugehen und ihnen Freude zu bereiten, in der Arbeit nach Vortrefflichkeit zu streben und die Welt zu verschönern. Der geistige Charakter des Menschen und seine edle Natur sollten nach dem Bāb auch in den Bereichen der Wirtschaft und im Beruf zum Ausdruck kommen.

#### Die Erwartung des Verheißenen
In den Schriften des Bāb wird an vielen Stellen die kurz bevorstehende Ankunft eines Verheißenen beschrieben, der eine neue Ära in der Menschheitsgeschichte herbeiführen und die Sehnsüchte der Menschheit nach Frieden und Gerechtigkeit erfüllen werde. Der Bāb führte aus, der Vorläufer oder Herold dieses Verheißenen zu sein, den er als „Derjenige, den Gott offenbaren wird“ bezeichnete. Er erklärte, dass der Verheißene nach ihm kommen und größere Kräfte und Wissen mit sich bringen würde. Die Erwartung des Verheißenen als zentrales Thema in den Schriften des Bāb diente als Quelle der Hoffnung und Inspiration für seine Anhänger. Bahāʾullāh beanspruchte später, ebendieser Verheißene zu sein.

### Vom Bab
- Le Livre de Sept Preuves („Sieben Beweise“). Paris 1902 (französisch, h-net.org – persisch: Dala’il-i-Sab’ih. Übersetzt von Louis Alphonse Daniel Nicolas, Digitale Ausgabe von 2004).
- Le Beyan Arabe („arabische Erklärung“). Paris 1905 (französisch, h-net.org – persisch: al-Bayan al-’Arabi. Übersetzt von Louis Alphonse Daniel Nicolas, Digitale Ausgabe von 2004).
- Le Beyan Persan („persische Erklärung“). 4 Bände (1911, 1913, 1914). Paris (französisch, h-net.org – persisch: Bayan-i-Farsi. Übersetzt von Louis Alphonse Daniel Nicolas, Digitale Ausgabe von 2004).
- Eine Auswahl aus seinen Schriften. Bahá’í-Verlag, Hofheim 1991, ISBN 3-87037-247-8 (holy-writings.com).
- Reading Itself. The Bab’s “Sura of the Bees”. A Commentary on Qur’an 12:93 from the Sura of Joseph (Surat al-nahl, „Sure der Bienen“ [Sure 93 des Qayyum al-Asma’ ‹Ewiger der Namen›]). In: Occasional Papers in Shaykhi, Babi and Baha’i Studies. Band 5, 1997 (h-net.org).
- The Persian Bayan. Ongoing Translation (Bayan-i-Farsi, „persische Erklärung“). In: Translations of Shaykhi, Babi and Baha’i Texts. 1,4 ab 1997 (h-net.org).
- The Bab’s “Journey towards God” (Risalah fi’s-Suluk, „Reise zu Gott“). In: Translations of Shaykhi, Babi and Baha’i Texts. Band 2,1, 1998 (h-net.org).
- The Primal Point’s Will and Testament („Wille und Testament des Ersten Punktes [der Bab]“). In: Research Notes in Shaykhi, Babi and Baha’i Studies. Band 7,2, 2004 (h-net.org).

### Sekundärliteratur

#### Narrative Theologie
- Hasan Balyuzi: The Báb. The herald of the day of days. George Ronald, Oxford 1973, ISBN 0-85398-048-9.
- Muḥammad Zarandī: Nabíls Bericht aus den frühen Tagen der Bahá’í-Offenbarung. Bahá’í-Verlag, Hofheim.
  - Band 1. 1975, ISBN 3-87037-057-2.
  - Band 2. 1982, ISBN 3-87037-136-6.
  - Band 3. 1991, ISBN 3-87037-276-1.
- Abdu’l Bahá: Auf den Pfaden der Gottesliebe. Über den Báb und Seine Zeit. Bahá’í-Verlag, Hofheim 1997.
- Shoghi Effendi: Gott geht vorüber. Bahá’í-Verlag, Hofheim 2001, Kapitel 1–5, S. 33–133.

#### Fachliteratur
- Todd Lawson: Qur’ān Commentary as Sacred Performance. The Bāb’s tafsīrs on Qur’an 103 and 108, the Declining Day and the Abundance. In: Johann Christoph Bürgel, Isabel Schayani (Hrsg.): Iran im 19. Jahrhundert und die Entstehung der Bahā’ī-Religion. Georg Olms Verlag, Hildesheim, Zürich, New York 1998, ISBN 3-487-10727-9, S. 145–158 (Online als Voransicht bei Google Books).
- Armin Eschraghi: Frühe Šaiḫī- und Bābī-Theologie. Die Darlegung der Beweise für Muḥammads besonderes Prophetentum (Ar-Risāla fī Iṯbāt an-Nubūwa al-Ḫāṣṣa). In: Islamic Philosophy, Theology and Science. Texts and Studies. Band 57. Brill, Leiden 2004, ISBN 978-90-04-14034-9.
- Todd Lawson: Gnostic Apocalypse in Islam. The Literary Beginnings of the Babi Movement. Routledge, London, New York 2009, ISBN 978-0-415-49539-4.
- Manfred Hutter: Iranische Religionen. Zoroastrismus, Yezidentum, Bahaitum. De Gruyter, Berlin/Boston 2019, ISBN 978-3-11-064971-0
- Peter Smith: An Introduction to the Baha’i Faith. Cambridge University Press, New York / Cambridge 2008, ISBN 978-0-521-68107-0.
- Robert H. Stockman (Hrsg.): The World of the Bahá’í Faith. Routledge, London 2021, ISBN 978-1-138-36772-2.
- Nader Saeidi: Gate of the Heart: Understanding the Writings of the Báb, Wilfrid Laurier University Press, 2020, ISBN 1-55458-056-0.
- Stephan Pernau: Bábi und Bahá'i Verfolgungen von 1844 bis in die Gegenwart. Universitätsbibliothek, Kiel 1986, S. 1–242 urn:nbn:de:gbv:8-diss-46542< (Online).
- Fereydun Vahman (Hrsg.): The Bab and the Babi Community of Iran. Oneworld Academic, 2020, ISBN 978-1-78607-956-5.